# Зубиха
Зубиха — деревня в Палехском районе Ивановской области (Майдаковское сельское поселение). Деревня газифицирована.

## География
Находится в 9 км к северу от Палеха, на автодороге Палех — Майдаково. Улицы Дорожная, Центральная.

## Население
| 1859 | 1905 | 2010 |
| ---- | ---- | ---- |
| 213  | ↘204 | ↘58  |